# Sis dies de Frankfurt
Els Sis dies de Frankfurt era una cursa de ciclisme en pista, de la modalitat de sis dies, que es corria a Frankfurt del Main (Alemanya). La seva primera edició data del 1911 i es van diputar fins al 1983, amb diferents parèntesi al llarg de la seva història.

## Palmarès
| Any     | Primers                                 | Segons                                  | Tercers                                 |
| ------- | --------------------------------------- | --------------------------------------- | --------------------------------------- |
| 1911    | John Stol · Walter Rütt                 | Leon Comes · Jules Miquel               | Robert Walthour · Eugen Stabe           |
| 1912    | Albert Eickholl · Otto Rosenfeld        | Adolf Huschke · Georg Passenheim        | Daubin · Karl Floeck                    |
| 1913-27 | No disputats                            | No disputats                            | No disputats                            |
| 1928    | Willy Rieger · Emil Richli              | Gottfried Hürtgen · Viktor Rausch       | Erich Junge · Lucien Louet              |
| 1929    | Willy Rieger · Oskar Tietz              | Georg Kroschel · Otto Petri             | Werner Miethe · Alfons Goossens         |
| 1930    | No disputats                            | No disputats                            | No disputats                            |
| 1931    | Alfredo Dinale · Karl Göbel             | Jan Pijnenburg · Adolf Schön            | Willy Rieger · Piet van Kempen          |
| 1932    | Oskar Tietz · Adolf Schön               | Gottfried Hürtgen · Viktor Rausch       | Adrianus Braspennincx · Piet van Kempen |
| 1933    | Jan Pijnenburg · Viktor Rausch          | Oskar Tietz · Adolf Schön               | Lothar Ehmer · Willy Rieger             |
| 1934-50 | No disputats                            | No disputats                            | No disputats                            |
| 1951    | Ludwig Hörmann · Harry Saager           | Theo Intra · Jean Roth                  | Josef Berger · Roger De Corte           |
| 1952    | Hugo Koblet · Armin von Büren           | Theo Intra · Ferdinando Terruzzi        | Waldemar Knocke · Heinz Zoll            |
| 1953    | Hugo Koblet · Armin von Büren           | Lucien Gillen · Ferdinando Terruzzi     | Walter Bucher · Jean Roth               |
| 1954    | Walter Bucher · Jean Roth               | Theo Intra · Ferdinando Terruzzi        | Hugo Koblet · Armin von Büren           |
| 1955    | Dominique Forlini · Georges Senfftleben | Walter Bucher · Jean Roth               | Even Klamer · Kai Werner Nielsen        |
| 1956    | Even Klamer · Kai Werner Nielsen        | Dominique Forlini · Georges Senfftleben | Reginald Arnold · Ferdinando Terruzzi   |
| 1957    | No disputats                            | No disputats                            | No disputats                            |
| 1958    | Emiel Severeyns · Rik Van Steenbergen   | Klaus Bugdahl · Valentin Petry          | Even Klamer · Kai Werner Nielsen        |
| 1959    | Palle Lykke · Kai Werner Nielsen        | Emiel Severeyns · Rik Van Steenbergen   | Otto Altweck · Hans Jaroscewicz         |
| 1960    | Palle Lykke · Kai Werner Nielsen        | Peter Post · Rik Van Looy               | Klaus Bugdahl · Rudi Altig              |
| 1961    | Klaus Bugdahl · Fritz Pfenninger        | Peter Post · Rik Van Looy               | Emiel Severeyns · Rik Van Steenbergen   |
| 1962    | Klaus Bugdahl · Fritz Pfenninger        | Palle Lykke · Hans Junkermann           | Peter Post · Reginald Arnold            |
| 1963    | Palle Lykke · Rik Van Steenbergen       | Klaus Bugdahl · Sigi Renz               | Peter Post · Fritz Pfenninger           |
| 1964    | Rudi Altig · Hans Junkermann            | Peter Post · Fritz Pfenninger           | Palle Lykke · Freddy Eugen              |
| 1965    | Rudi Altig · Dieter Kemper              | Klaus Bugdahl · Sigi Renz               | Palle Lykke · Freddy Eugen              |
| 1966    | Klaus Bugdahl · Patrick Sercu           | Peter Post · Fritz Pfenninger           | Horst Oldenburg · Dieter Kemper         |
| 1967    | Peter Post · Fritz Pfenninger           | Rudi Altig · Sigi Renz                  | Klaus Bugdahl · Patrick Sercu           |
| 1968    | Rudi Altig · Patrick Sercu              | Peter Post · Wolfgang Schulze           | Horst Oldenburg · Dieter Kemper         |
| 1969    | Peter Post · Patrick Sercu              | Klaus Bugdahl · Dieter Kemper           | Rudi Altig · Sigi Renz                  |
| 1970    | Jürgen Tschan · Sigi Renz               | Wilfried Peffgen · Wolfgang Schulze     | Rudi Altig · Albert Fritz               |
| 1971    | Peter Post · Patrick Sercu              | Wolfgang Schulze · Sigi Renz            | Leo Duyndam · Rene Pijnen               |
| 1972    | Leo Duyndam · Jürgen Tschan             | Wolfgang Schulze · Sigi Renz            | Wilfried Peffgen · Albert Fritz         |
| 1973    | Wolfgang Schulze · Sigi Renz            | Leo Duyndam · Jürgen Tschan             | Graeme Gilmore · Dieter Kemper          |
| 1974    | No disputats                            | No disputats                            | No disputats                            |
| 1975    | Günther Haritz · Rene Pijnen            | Dietrich Thurau · Patrick Sercu         | Udo Hempel · Dieter Kemper              |
| 1976    | Günther Haritz · Dietrich Thurau        | Wilfried Peffgen · Albert Fritz         | Udo Hempel · Jürgen Tschan              |
| 1977    | Jürgen Tschan · Dietrich Thurau         | Wilfried Peffgen · Danny Clark          | Klaus Bugdahl · Patrick Sercu           |
| 1978    | Dietrich Thurau · Patrick Sercu         | Wilfried Peffgen · Gregor Braun         | Albert Fritz · Rene Pijnen              |
| 1979    | Rene Pijnen · Gregor Braun              | Dietrich Thurau · Patrick Sercu         | Wilfried Peffgen · Albert Fritz         |
| 1980    | Rene Pijnen · Gregor Braun              | Wilfried Peffgen · Albert Fritz         | Roman Hermann · Horst Schütz            |
| 1981    | Dietrich Thurau · Gregor Braun          | Roman Hermann · Horst Schütz            | Rene Pijnen · Urs Freuler               |
| 1982    | Dietrich Thurau · Albert Fritz          | Henri Rinklin · Gregor Braun            | Josef Kristen · Horst Schütz            |